# Idiology
Idiology è un album in studio del duo di musica elettronica tedesca Mouse on Mars. È stato pubblicato nel 2001.
Metacritic, che assegna un punteggio medio ponderato su 100 alle recensioni dei critici tradizionali, ha dato a Idiology ha un punteggio medio dell'83% sulla base di 14 recensioni, indicando "acclamazione universale".
Pitchfork lo ha inserito alla 12ª posizione della lista "Top 20 album of 2001".

## Tracce
1. Actionist Respoke – 4:57
2. Subsequence – 5:18
3. Presence – 4:49
4. The Illking – 3:16
5. Catching Butterflies with Hands – 5:23
6. Doit – 5:16
7. First : Break – 5:16
8. Introduce – 5:03
9. Unity Concepts – 1:41
10. Paradical – 2:29
11. Fantastic Analysis – 5:52